# Arte ciborgue
A arte ciborgue, também conhecida como ciborguismo é um movimento artístico que começou em meados dos anos 2000 na Grã-Bretanha. Baseia-se na criação e adição de novos sentidos ao corpo através de implantes cibernéticos e na criação de obras de arte através de novos sentidos. As obras de arte ciborgues são criadas por artistas ciborgues; artistas cujos sentidos foram voluntariamente dilatados através de implantes cibernéticos.